# 胡子 (YouTuber)
胡子（1989年6月30日—），本名黃柏涵，臺灣嘉義市人，台灣男性YouTuber，經營YouTube頻道「胡子Huzi」、副頻道「胡子Life」和遊戲頻道「胡子Games」，Twitch「胡仔」頻道內容以手作、實驗和開箱為主。胡子的暱稱取自「胡搞的小子」。

## 生平
胡子在從事YouTuber前擔任五年左右的教職，大學就讀教育系、當過國民小學實習老師，教育研究所肄業（於碩士班三年級休學）後在補習班任教。他表示，自己並未特別有意擔任教職，而是這是他當時最好的出路。後來他看到人生肥宅x尊的影片，也看到Hajime社長等日本YouTuber的影片，受到啟發，認為拍影片不僅可以維持生計，也能獲得更大影響力，便一邊從事教師工作、一邊拍攝，之後轉為專職YouTuber。胡子的影片以實驗、手作為主，譬如堆疊新台幣1元硬幣、自製木船、乾冰火箭炮，由於不少實驗具危險性、不確定性和失敗率高，讓他在創作初期屢遭挫折，也因遭受鄰居抗議而搬家。
之後，胡子和其他手作型YouTuber黃小潔、賤葆、阿晋等人在台中市大雅區合組「大雅工作室」。
2019年，胡子代言電子遊戲《末日希望》，在遊戲內置入其YouTuber形象；放火和Joeman亦為代言人。
2022年2月，錫蘭Ceylan發表影片指出，bilibili有兩位UP主「歐陽尚書w」及「咩也發明家」抄襲了大量台灣YouTuber的影片，胡子有超過10部影片遭到抄襲；胡子回應:希望抄襲者早日走出自己的路。

2025年6月29日，在【胡子Games】開啟末日加班台，於2025年7月29日結束

## 外部連結
- YouTube上的胡子Huzi頻道
- YouTube上的胡子Life頻道
- YouTube上的胡子Games頻道
- 胡子的Instagram帳戶
- 胡子的Facebook專頁
- 胡子的快樂島（dc）